# Шеридан (Мисури)
Шеридан (енгл. Sheridan) град је у америчкој савезној држави Мисури.

## Демографија
По попису из 2010. године број становника је 195, што је 10 (5,4%) становника више него 2000. године.
| Група             | 2000.       | 2010.       |
| Белци             | 183 (98,9%) | 185 (94,9%) |
| Афроамериканци    | 0 (0,0%)    | 0 (0,0%)    |
| Азијати           | 0 (0,0%)    | 3 (1,5%)    |
| Хиспаноамериканци | 0 (0,0%)    | 3 (1,5%)    |
| Укупно            | 185         | 195         |